# Shinya
Shinya ist ein üblicherweise männlicher japanischer Vorname. Der Name wird als Shin'ya gelesen.

## Herkunft und Bedeutung
Die Bedeutung des Namens Shinya unterscheidet sich je nach Schreibweise, da der Name im japanischen aus verschiedenen Kanji zusammengesetzt werden kann. 
Mögliche Kombinationen sind:
- 真矢
- 伸弥
- 進矢
- 真也
- 信也
- 晋也
- 芯夜
- 参也
- 慎耶

## Verbreitung
Der Name kommt im deutschsprachigen Raum selten vor. In Deutschland wurde er seit 2010 weniger als 10 Mal vergeben. Den Namen tragen in der Schweiz sechs Personen (Stand 2023). Sein Vergabe ist auch in Dänemark, Schottland und den USA nachgewiesen.

## Bekannte Namensträger
- Shin’ya Aoki (* 1983), japanischer Mixed-Martial-Arts-Kämpfer
- Shinya Hashimoto (1965–2005), Wrestler
- Shinya Inoué (Zellbiologe) (1921–2019), japanisch-amerikanischer Zellbiologe
- Shin’ya Inoue (Filmeditor) (* vor 1961), japanischer Filmeditor
- Shinya Kimura, Motorrad-Hersteller
- Shinya Matsuda, Synchronsprecher
- Shinya Nakamura (* 1973), Go-Spieler
- Shin’ya Nakano (* 1977), japanischer Motorradrennfahrer
- Shinya Otaki (* 1953),  japanischer Synchronsprecher
- Shin’ya Ōtsuka (* 1980), japanischer Badmintonspieler
- Shin’ya Saitō (* 1980), japanischer Biathlet
- Shihomi Shin’ya (* 1979), japanische Eisschnellläuferin
- Shin’ya Tsukamoto (* 1960), japanischer Regisseur und Schauspieler
- Shin’ya Yamanaka (* 1962), japanischer Arzt und Stammzellenforscher

## Künstlername
Shinya ist der Künstlername sowohl von Shinya Yamada, u. a. Schlagzeuger von Luna Sea, als auch des Schlagzeugers der Band Dir en grey.